# الغش نحو القانون
الغش نحو القانون هو مصطلح قانوني اختلفت تعريفاته في الفقه القانوني (أ) وهو يعني في مفهومه العام السعي لتغيير ضابط الإسناد للتهرب بذلك من أحكام قانون ما واللجوء إلى تطبيق أحكام قانون آخر. ويبقى القانون الدولي (ب) مجالا خصبا لاستخدام الغش نحو القانون نظرا لتعدد الأنظمة القضائية مما يوفر إمكانية للتملص من قوانين بعينها والتحاكم لقوانين أخرى. وهناك شروط يجب توفرها حتى يقال بأن هناك إمكانية الدفع بالغش نحو القانون

## دراسة قانونية

### العناصر المكونة للغش نحو القانون
هناك عنصرين أو شرطين للدفع بالغش نحو القانون أحدهما مادي والآخر معنوي، وهما كالآتي:
- الشرط المادي:

التغيير الإرادي في ضابط الإسناد: وذلك بلجوء أحد المتقاضين إلى إحداث تغيير في ظرف الإسناد قصد التحايل والتهرب من القانون الواجب تطبيقه.
- الشرط المعنوي:

نية التهرب من القانون الحالي نحو قانون آخر: وهنا تلعب السلطة التقديرية للقاضي دورا في تحديد ما إذا كان تغيير ظرف الإسناد الغرض منه الغش والتحايل على القانون كتزامن تغيير ظرف الإسناد مع طلب تطبيق القانون مثلا.

### الجزاء المترتب على الغش نحو القانون
بما أن الغش نحو القانون يهدف إلى التهرب من أحكام قانون يعتبر مختصا في الأصل، عن طريق تعديل أو تغيير ظرف الإسناد بوسيلة من الوسائل قصد الخضوع لقانون آخر، فإن الفقهاء اختلفوا في الجزاء المترتب عن هذا الفعل. فهناك من رأى بأن الجزاء يجب أن يكون ببطلان الغاية والوسيلة التي أدت لها. والجانب الآخر من الفقهاء يرى بأن الجزاء يجب أن يكتفي بعدم سريان النتيجة دون المساس بالوسيلة ما دامت هذه الأخيرة قد تمت في ظروف قانونية.

## لمحة تاريخية
اقتصر القضاة والفقهاء مدة من الزمن في تطبيق الدفع بالغش نحو القانون على الحالات التي يتم فيها التملص من قانون القاضي، وقد كان الاستناد في ذلك إلى أن مسؤولية القاضي تتركز في كفالة تطبيق قانونه الوطني ومنع مخالفته بالتملص من تطبيقه، أما كفالة تطبيق القانون الأجنبي فلا تدخل في نطاق وظيفته.
إلا أن الفقه الحديث ينحو إلى تطبيق نظرية الغش نحو القانون، سواء كان هذا القانون المتملص منه هو قانون القاضي أم قانونا أجنبيا آخر، والسبب في ذلك هو أن المبدأ العام لنظرية الغش نحو القانون هو مطاردة الغش بكل أشكاله سواء كانت الغاية منه التهرب من أحكام القانون الوطني أو قانون أجنبي آخر
وقد بزغت نظرية الغش نحو القانون من حيث المكان عند فقهاء القانون الهولندي منذ القرن 17، حيث قال الفقيه هوبر إن أهلية صاحب الوصية وإن كانت في أصلها خاضعة لقانون محل إبرام الوصية، إلا أنه يستثنى من ذلك حالة ما إذا حل صاحب الوصية بمحل إبرامها فقط للتهرب من قانونه الشخصي.
وكانت قضية الأميرة "de bauffremont" الباعث نحو طرح نظرية الغش نحو القانون كوسيلة لاستبعاد القانون الأجنبي أول مرة أمام القضاء في فرنسا، وتتلخص هذه القضية في كون أميرة بلجيكية الأصل حصلت على الجنسية الفرنسية بعد أن تزوجت بالأمير الفرنسي«دو بوفرومونت» واستقرت معه في فرنسا، وبعد مشاكل بينهما لجأت الأميرة إلى دوقية Saxe-Aldenbourg للحصول على الجنسية الألمانية التي يجيز قانونها الطلاق على عكس القانون الفرنسي الذي كان يمنع الطلاق حينها، فتمكنت من الحصول على الطلاق من زوجها الأول، لتتزوج بأمير روماني بعد ذلك وتعود للاستقرار معه في فرنسا، لكن الزوج الأول رفع دعوى ببطلان الزواج الثاني كون الطلاق غير صحيح، لأنه تم بعد تغيير الجنسية، وقد قضت محكمة النقض الفرنسية في قرارها الصادر بتاريخ 18 مارس 1878 ببطلان الزواج الثاني على أساس أن الطلاق لم يتم إلا بعد تغيير الزوجة للجنسية، وهو ما يشكل غشا نحو القانون

## هوامش
أ : في مجال القانون يسمى العالم المهتم بدراسة القانون فقيها وعلم القانون فقها.
ب : راجع تنازع القوانين